# Flying
Flying –en español: «Volando»– es una canción instrumental de The Beatles que apareció por primera vez en su álbum de 1967 Magical Mystery Tour.
Es una rara canción instrumental de los Beatles (la cuarta desde Cayenne de 1960, "Cry for a Shadow" de 1961, y 12-Bar Original de 1965), aunque pueden oírse palabras al final. Es la primera canción en ser acreditada a los 4 miembros de la banda, con los créditos de "Lennon/McCartney/Harrison/Starkey" (otro sería "Dig It" del álbum Let It Be). Fue grabada el 8 de septiembre de 1967 con melotrón, guitarra, bajo, maracas, batería y algunos loops. 
"Flying" se llamaba originalmente "Aerial Tour Instrumental".

## Créditos
- John Lennon: voz, órgano (Hammond L-100), melotrón (Mark II).
- Paul McCartney: voz, bajo (Rickenbacker 4001s), guitarra (Epiphone Casino).
- George Harrison: voz, guitarra eléctrica con trémolo (Fender Stratocaster), efectos de sonido.
- Ringo Starr: voz, maracas y batería (Ludwig Super Classic).